# Знаки поштової оплати України 2010
Знаки поштової оплати України 2010 — перелік поштових марок, введених в обіг Укрпоштою у 2010 році.
З 5 лютого по 31 грудня 2010 року було випущено 70 поштових марок, у тому числі 68 комеморативних (пам'ятних) поштових марок та дві стандартні поштові марки незалежної України сьомого випуску (2007—2011) з наддруком нового номіналу. Номінал знаків поштової оплати, що було випущено в 2010 році від 1,00 до 3,30 гривні та з літерним індексом «V» замість номіналу. Тематика комеморативних марок охопила ювілеї визначних дат, подій, пам'яті видатних діячів культури та інши.
Марки було надруковано державним підприємством «Поліграфічний комбінат „Україна“» (Київ).
Відсортовані за датою введення.

## Список комеморативних марок
|                 |  |  |
| № 1026 і № 1027 |  |  |

|                 |  |  |
| № 1028 і № 1029 |  |  |

|                 |  |  |
| № 1057 і № 1058 |  |  |

|                 |  |  |
| № 1059 і № 1060 |  |  |

|                 |  |  |
| № 1061 і № 1062 |  |  |

|                 |  |  |
| № 1063 і № 1064 |  |  |

|                 |  |  |
| № 1065 і № 1066 |  |  |

|                 |  |  |
| № 1069 і № 1070 |  |  |

|                 |  |  |
| № 1071 і № 1072 |  |  |

|                 |  |  |
| № 1073 і № 1074 |  |  |

## Сьомий випуск стандартних марок (з наддруком)
| № у каталозі | Зображення | Опис та джерело                                       | Номінал     | Дата введення в обіг | Тираж                                                               | Дизайн          |
| ------------ | ---------- | ----------------------------------------------------- | ----------- | -------------------- | ------------------------------------------------------------------- | --------------- |
| № 1067       |            | «Горшки-двійнята», з наддруком нового номіналу «2,00» | 2,00 гривні | 6 жовтня 2010 року   | 2 157 647 з мікрошрифтом «2007-II»                                  | Катерина Штанко |
| № 1068       |            | «Коник», з наддруком нового номіналу «1,50»           | 1,50 гривні | 6 жовтня 2010 року   | 1 282 230 з мікрошрифтом «2007-II»; 4 651 380 з мікрошрифтом «2008» | Катерина Штанко |